# The X Factor (tizennegyedik évad)
A The X Factor egy brit tehetségkutató, melynek legfőbb célja, hogy új popsztárokat fedezzen fel. A műsor tizennegyedik évada 2017. szeptember 2-án kezdődött meg az ITV-n. A show fináléja december 3-án volt az ExCeL Londonban. A műsor házigazdája ismét Dermot O'Leary volt. A zsűrit idén is Simon Cowell, Sharon Osbourne, Nicole Scherzinger és Louis Walsh alkotja. Az idei évben nem jelentkezett újabb adással a tehetségkutató ITV2-n futó kísérőműsora a The Xtra Factor a megváltozott televíziózási szokások miatt. Helyét egy online műsor vette át, amely az Xtra Bites nevet kapta, házigazdája pedig,  Becca Dudley lett. Nyolc év után idén először nem a TalkTalk a műsor főszponzora, hanem a Just Eat nevű angol cég. Valamint az idei évad az második, amelynek a premierje nem augusztusban, hanem szeptemberben volt. Az évad győztese a Rak-Su nevű négytagú formáció lett, ezzel ők lettek a Little Mix után a második csapat aki megnyerte a The X Factort. Mentoruk Simon Cowell ezzel negyedszer lett a győztes mentor.

## A zsűri és a műsorvezetők
2016. december 1-jén az angol sajtóban bejelentették, hogy a show tizennegyedik évadára visszatér a tavalyi széria mind a négy zsűritgja. Louis Walsh ezen kívül azt is elárulta a sajtónak 2016 decemberében, hogy ő kétéves szerződést írt alá, azaz 2018-ban is zsűrizi majd a tehetségeket. A négy zsűritag visszatérésével ez az első alkalom a show hetedik évada óta, hogy ugyanaz a négyes teljes egészében visszatér egy második évadra. A zsűri tagjai tehát Simon Cowell, Sharon Osbourne, Nicole Scherzinger és Louis Walsh. A hivatalos bejelentésre végül a válogatások kezdetén 2017. június 19-én került sor. Hét évad óta ez az első alkalom, hogy mind a műsorvezető, mind a zsűritagok személye változatlan maradt egy újabb évad erejéig.
Az idei évadban a műsorvezető személyében sem történt változás, a show idei házigazdája tizedik alkalommal is Dermot O'Leary lett. A zsűri tagjaihoz vendégként három alkalommal is csatlakozott a Britain’s Got Talent zsűritagja Alesha Dixon, aki első alkalommal június 24-én a manchesteri válogatásokon helyettesítette Nicole Scherzinger-t, második alkalommal június 28-án, amikor a betegeskedő Sharon Osbourne-t helyettesítette a meghallgatásokon, harmadik alkalommal a második élő showban zsűrizett a súlyosan megsérült Simon Cowell helyett.

## A kiválasztás menete

### Jelentkezés
A jelentkezés feltétele az idén megváltozott, a 11. évadhoz hasonlóan az alsó korhatár 14 éves kor volt. Az évadba való jelentkezés 2016. november 6-án kezdődött, a 13. évad több adásában futott a jelentkezésre buzdító reklám. Idén is visszatértek a mobilválogatások, amelyek az egész országot járva próbálják megszólítani a tehetségeket. A mobilválogatások 2016. január 29-én kezdődtek meg és áprilisig tartottak. Ezalatt a négy hónap alatt több mint 100 városban biztosítottak lehetőséget a jelentkezésre. A már jól ismert lehetőségek mellett idén újításként a Whatsapp alkalmazás használatával is lehetőség nyílt a jelentkezésre.

### Producerek meghallgatásai
A producerek kilenc városba látogattak el és keresték azokat a tehetségeket, akik megnyerhetik a műsor idei évadát. Ezen válogatások májusban Londonban kezdődtek meg, Manchesterben, valamint Glasgowban folytatódtak, majd június 4-én értek véget Edinburghban.

### A zsűri meghallgatásai
A szoba válogatások első napja június 20-án volt Liverpoolban. A válogatások június 24-én és 25-én Manchesterben folytatódtak. A zsűri tagjai ezután június 28-án Edinburghben folytatták a versenyzők meghallgatását. Ezután a zsűri a fővárosban, Londonban kereste a jövő popsztárját július 4 és 6 között. A válogatások július 9-10-én Surreyben fejeződtek be a Thorpe Park nevű vidámparkban. A zsűri általi válogatások felvételei összesen tíz napig tartottak az idei évben.
| Város      | Időpont             | Helyszín                    |
| ---------- | ------------------- | --------------------------- |
| Liverpool  | 2017. június 20-21. | Titanic Hotel Liverpool     |
| Manchester | 2017. június 24-25. | Old Trafford Cricket Ground |
| Edinburgh  | 2017. június 28.    | Assembly Rooms Edinburgh    |
| London     | 2017. július 4-6.   | The Dock London             |
| Surrey     | 2017. július 9-10.  | Thorpe Park                 |

### Tábor
A meghallgatásokon sikeresen szereplő 124 jelentkező továbbjutott a táborba. Az idei évad a megújulás jegyében szakított a korábbi két évad azon szokásával, hogy a műsor ezen szakasza is zárt ajtók mögött zajlik kizárólag a zsűri előtt. Ennek értelmében a tábor több fordulós volt. Az első fordulót közönség jelenléte nélkül vették fel július 19-20-ig, ebben a fordulóban a versenyzők a  Dalok Faláról választott dal alapján négyfős csoportokba kerültek, majd együtt adták elő a választott dalt. A második fordulóba az első fordulót sikeresen teljesítő 90 versenyző jutott be, ők közönség jelenlétében mutatták meg tudásukat az SSE Wembley Arénában július 21. és 23. között.

### Hat-szék kihívás
A táborban a sikeresen szereplő versenyzők továbbjutottak a hat-szék kihívásra, ahol a tábor után ismét több ezer fős közönség előtt kellett megküzdeniük a Mentorok házába való bejutásért. A már megszokott módon a zsűritagok a kihívás előtt megtudták, hogy melyik kategória mentorai lettek az idei évadban. Simon Cowell a Csapatok, Sharon Osbourne a Lányok, Nicole Scherzinger a 28 év felettiek, míg Louis Walsh a Fiúk mentora lett. A műsor ezen szakaszának újítása, hogy egy bizonyos kategória mentora külön ül a többi zsűritagtól, amikor a kategóriája szerepel a kihívásban a másik három zsűritag tanácsokkal segíti a végső döntés előtt. A hat-szék kihívás felvételei július 26-tól július 28-ig tartottak az SSE Wembley Arénában Londonban ötezer fős közönség előtt.

### Mentorok háza
A hat-szék kihívás után a Fiúk kategória egyik továbbjutója Anthony Russell feladta a versenyt, helyére Louis Walsh a Táborban korábban kieső Sam Black-et hívta vissza. Az idei évben a Mentorok házában kiesett kategóriánként 3-3 versenyző egy újabb esélyt kapott az élő adásokba való bekerüléshez, ez azt jelentette, hogy a nézői voksok alapján minden kategóriába plusz egy versenyző juthatott be, így alakult ki a legjobb 16 mezőnye.
| Zsűritag           | Kategória       | Helyszín      | Segítő(k)              | Kiesett versenyzők                 | Wildcard        |
| ------------------ | --------------- | ------------- | ---------------------- | ---------------------------------- | --------------- |
| Simon Cowell       | Csapatok        | Château Diter | Cheryl                 | Lemonade, New Girl Band            | Jack and Joel   |
| Nicole Scherzinger | 28 év felettiek | Dél-Afrika    | Stormzy                | Slavko Kalezić, Berget Lewis       | Talia Dean      |
| Sharon Osbourne    | Lányok          | San Francisco | Kelly és Jack Osbourne | Deanna Mussington, Georgina Panton | Alisah Bonaobra |
| Louis Walsh        | Fiúk            | Isztambul     | Mika                   | Aidan Martin, Jack Mason           | Leon Mallett    |

## Döntősök
Jelmagyarázat:
     – Nyertes
     – Második helyezett
     – Harmadik helyezett
| Kategória (mentor)         | Versenyzők      | Versenyzők          | Versenyzők   | Versenyzők           |
| -------------------------- | --------------- | ------------------- | ------------ | -------------------- |
| Csapatok (Cowell)          | The Cutkelvins  | Jack and Joel       | Rak-Su       | Sean and Conor Price |
| 28 felettiek (Scherzinger) | Talia Dean      | Tracyleanne Jefford | Matt Linnen  | Kevin Davy White     |
| Lányok (Osbourne)          | Alisah Bonaobra | Grace Davies        | Holly Tandy  | Rai-Elle Williams    |
| Fiúk (Walsh)               | Sam Black       | Lloyd Macey         | Leon Mallett | Spencer Sutherland   |

## Élő adások
Az idei évben a korábbi évadoktól eltérően egy teljesen megújult rendszer szerint épültek fel az elő adások. Az adásokat idén is szombaton és vasárnap rendezték meg ám a vasárnapi adás az eddigiektől eltérően nem csak eredményhirdetést, hanem versenyzői produkciókat is tartalmazott. Ennek értelmében a korábbi tíz helyett, idén hat héten keresztül zajlottak az élő fordulók.
Az új szabályok értelmében az első négy héten a szombati élő adásokban két kategória versenyzői léptek fel. A fellépések után megindult a szavazás, melynek lezárása után, egy vagy két versenyző távozott a műsorból a nézői voksok alapján. A vasárnapi elő adásban, szintén két kategória versenyzői léptek fel, a kiesésre vonatkozó szabályok megegyeztek a szombatival. Ezek mellett minden héten lehetősége volt a fellépőknek  a hét legjobb versenyzője címet is megszerezni. Ennek a módja az volt, hogy a szombati és a vasárnapi napon legtöbb nézői szavazatot szerző versenyző párbajozott, majd aki a nézők szerint jobban teljesített a párbajban megnyerte a címet,  mellé pedig, különleges jutalomban is részesült. Az ötödik héten már minden versenyző együtt lépett fel, szombaton a nézői voksok alapján egy, míg  vasárnap két versenyző számára ért véget a műsor. A Finálé menetrendjében nem volt változás a korábbi évadokhoz képest, azonban a Wembley Aréna helyett idén az ExCel Londonban került megrendezésre a záró hétvége.
Az idei évadban a versenyzők produkcióit az előadások után le lehetett tölteni az iTunesról.

### Sztárfellépők
Az idei évben is minden héten sztárfellépők színesítették az elő adásokat. Az első héten szombaton a One Direction egyik énekese Liam Payne mutatta be az új dalát, vasárnap pedig, Stormzy és Labrinth lépett színpadra. A második héten szombaton a Britain’s Got Talent legutóbbi nyertese Tokio Myers, vasárnap pedig a show egyik korábbi mentora Rita Ora lépett fel. A harmadik hétvégén szombaton Harry Styles, vasárnap pedig, Paloma Faith lépett fel. A negyedik héten szombaton a tavalyi évad nyertese Matt Terry lépett a The X Factor színpadára, míg vasárnap a The Black Eyed Peasből ismert Fergie. Az elődöntő hétvégéjén a show kilencedik évadának nyertese James Arthur, valamint Ed Sheeran lépett fel. A finálé két napjában fellépett a Little Mix a CNCO nevű együttessel, Louis Tomlinson, a PrettyMuch nevű együttes, Sam Smith, Pete Tong & Heritage Orchestra ft. Becky Hill, valamint Pink is.

### Eredmények összefoglalója
Jelmagyarázat
| – | A versenyző kapta a legkevesebb szavazatot és kiesett |
| – | A versenyző kapta a legtöbb szavazatot                |

| Versenyző                  | Versenyző            | 1. hét                                 | 1. hét                           | 2. hét                               | 2. hét                                  | 3. hét                               | 3. hét                               | 4. hét                                    | 4. hét                                 | 5. hét                          | 5. hét                             | 6. hét                             | 6. hét                         |                  |
| Versenyző                  | Versenyző            | Szombat                                | Vasárnap                         | Szombat                              | Vasárnap                                | Szombat                              | Vasárnap                             | Szombat                                   | Vasárnap                               | Szombat                         | Vasárnap                           | Szombat                            | Vasárnap                       |                  |
| -------------------------- | -------------------- | -------------------------------------- | -------------------------------- | ------------------------------------ | --------------------------------------- | ------------------------------------ | ------------------------------------ | ----------------------------------------- | -------------------------------------- | ------------------------------- | ---------------------------------- | ---------------------------------- | ------------------------------ | ---------------- |
| Rak-Su                     | Rak-Su               | N/A                                    | 1. 22,2%                         | 1. 32,3%                             | N/A                                     | 2. 25,7%                             | N/A                                  | 1. 36,7%                                  | N/A                                    | 1. 26,1%                        | 1. 27,3%                           | 1. 41,7%                           | Nyertes 51,7%                  |                  |
| Grace Davies               | Grace Davies         | 1. 21,9%                               | N/A                              | N/A                                  | 2. 18,5%                                | N/A                                  | 2. 20,1%                             | N/A                                       | 1. 26,1%                               | 4. 17,2%                        | 2. 26,0%                           | 2. 35,4%                           | Második 40,1%                  |                  |
| Kevin Davy White           | Kevin Davy White     | N/A                                    | 4. 11,1%                         | N/A                                  | 1. 21,9%                                | 1. 25,8%                             | N/A                                  | N/A                                       | 3. 21,4%                               | 2. 19,5%                        | 3. 18,9%                           | 3. 22,9%                           | Kiesett (6. hét)               |                  |
| Lloyd Macey                | Lloyd Macey          | 3. 15,0%                               | N/A                              | 3. 14,4%                             | N/A                                     | N/A                                  | 1. 26,4%                             | 2. 22,8%                                  | N/A                                    | 3. 19,2%                        | 4. 18,2%                           | Kiesett (5. hét)                   | Kiesett (5. hét)               | Kiesett (5. hét) |
| The Cutkelvins             | The Cutkelvins       | N/A                                    | 2. 17,3%                         | 2. 15,1%                             | N/A                                     | 4. 13,5%                             | N/A                                  | 3. 18,9%                                  | N/A                                    | 5. 10,1%                        | 5. 9,6%                            | Kiesett (5. hét)                   | Kiesett (5. hét)               | Kiesett (5. hét) |
| Matt Linnen                | Matt Linnen          | N/A                                    | 3. 11,9%                         | N/A                                  | 5. 13,6%                                | 3. 14,1%                             | N/A                                  | N/A                                       | 2. 22,5%                               | 6. 7,9%                         | Kiesett (5. hét)                   | Kiesett (5. hét)                   | Kiesett (5. hét)               | Kiesett (5. hét) |
| Holly Tandy                | Holly Tandy          | 2. 15,9%                               | N/A                              | N/A                                  | 3. 15,4%                                | N/A                                  | 3. 19,7%                             | N/A                                       | 4. 16,1%                               | Kiesett (4. hét)                | Kiesett (4. hét)                   | Kiesett (4. hét)                   | Kiesett (4. hét)               | Kiesett (4. hét) |
| Rai-Elle Williams          | Rai-Elle Williams    | 5. 11,5%                               | N/A                              | N/A                                  | 4. 14,3%                                | N/A                                  | 4. 14,4%                             | N/A                                       | 5. 13,9%                               | Kiesett (4. hét)                | Kiesett (4. hét)                   | Kiesett (4. hét)                   | Kiesett (4. hét)               | Kiesett (4. hét) |
| Sean and Conor Price       | Sean and Conor Price | N/A                                    | 5. 10,6%                         | 5. 10,6%                             | N/A                                     | 5. 11,2%                             | N/A                                  | 4. 15,4%                                  | Kiesett (4. hét)                       | Kiesett (4. hét)                | Kiesett (4. hét)                   | Kiesett (4. hét)                   | Kiesett (4. hét)               | Kiesett (4. hét) |
| Sam Black                  | Sam Black            | 7. 8,5%                                | N/A                              | 4. 12,5%                             | N/A                                     | N/A                                  | 5. 11,1%                             | 5. 6,2%                                   | Kiesett (4. hét)                       | Kiesett (4. hét)                | Kiesett (4. hét)                   | Kiesett (4. hét)                   | Kiesett (4. hét)               | Kiesett (4. hét) |
| Alisah Bonaobra            | Alisah Bonaobra      | 4. 11,8%                               | N/A                              | N/A                                  | 6. 9,5%                                 | N/A                                  | 6. 8.3.%                             | Kiesett (3. hét)                          | Kiesett (3. hét)                       | Kiesett (3. hét)                | Kiesett (3. hét)                   | Kiesett (3. hét)                   | Kiesett (3. hét)               | Kiesett (3. hét) |
| Jack and Joel              | Jack and Joel        | N/A                                    | 7. 9,2%                          | 6. 8,6%                              | N/A                                     | 6. 9,7%                              | Kiesett (3. hét)                     | Kiesett (3. hét)                          | Kiesett (3. hét)                       | Kiesett (3. hét)                | Kiesett (3. hét)                   | Kiesett (3. hét)                   | Kiesett (3. hét)               | Kiesett (3. hét) |
| Tracyleanne Jefford        | Tracyleanne Jefford  | N/A                                    | 6. 10,3%                         | N/A                                  | 7. 6,8%                                 | Kiesett (2. hét)                     | Kiesett (2. hét)                     | Kiesett (2. hét)                          | Kiesett (2. hét)                       | Kiesett (2. hét)                | Kiesett (2. hét)                   | Kiesett (2. hét)                   | Kiesett (2. hét)               | Kiesett (2. hét) |
| Leon Mallett               | Leon Mallett         | 6. 9,3%                                | N/A                              | 7. 6,5%                              | Kiesett (2. hét)                        | Kiesett (2. hét)                     | Kiesett (2. hét)                     | Kiesett (2. hét)                          | Kiesett (2. hét)                       | Kiesett (2. hét)                | Kiesett (2. hét)                   | Kiesett (2. hét)                   | Kiesett (2. hét)               | Kiesett (2. hét) |
| Talia Dean                 | Talia Dean           | N/A                                    | 8. 7,4%                          | Kiesett (1. hét)                     | Kiesett (1. hét)                        | Kiesett (1. hét)                     | Kiesett (1. hét)                     | Kiesett (1. hét)                          | Kiesett (1. hét)                       | Kiesett (1. hét)                | Kiesett (1. hét)                   | Kiesett (1. hét)                   | Kiesett (1. hét)               | Kiesett (1. hét) |
| Spencer Sutherland         | Spencer Sutherland   | 8. 6,1%                                | Kiesett (1. hét)                 | Kiesett (1. hét)                     | Kiesett (1. hét)                        | Kiesett (1. hét)                     | Kiesett (1. hét)                     | Kiesett (1. hét)                          | Kiesett (1. hét)                       | Kiesett (1. hét)                | Kiesett (1. hét)                   | Kiesett (1. hét)                   | Kiesett (1. hét)               | Kiesett (1. hét) |
|                            |                      |                                        |                                  |                                      |                                         |                                      |                                      |                                           |                                        |                                 |                                    |                                    |                                |                  |
| Párbaj a heti nyereményért | Nyertes              | Grace Davies 53,5% a győzelemhez       | Grace Davies 53,5% a győzelemhez | Kevin Davy White 53,6% a győzelemhez | Kevin Davy White 53,6% a győzelemhez    | Lloyd Macey 64,3% a győzelemhez      | Lloyd Macey 64,3% a győzelemhez      | Rak-Su 61,5% a győzelemhez                | Rak-Su 61,5% a győzelemhez             | nincs heti nyeremény            | nincs heti nyeremény               | nincs heti nyeremény               | nincs heti nyeremény           |                  |
| Párbaj a heti nyereményért | Második              | Rak-Su 46,5% a győzelemhez             | Rak-Su 46,5% a győzelemhez       | Rak-Su 46,4% a győzelemhez           | Rak-Su 46,4% a győzelemhez              | Kevin Davy White 35,7% a győzelemhez | Kevin Davy White 35,7% a győzelemhez | Grace Davies 38,5% a győzelemhez          | Grace Davies 38,5% a győzelemhez       | nincs heti nyeremény            | nincs heti nyeremény               | nincs heti nyeremény               | nincs heti nyeremény           |                  |
| Kiesett                    | Kiesett              | Spencer Sutherland 6,1% továbbjutáshoz | Talia Dean 7,4% továbbjutáshoz   | Leon Mallett 6,5% továbbjutáshoz     | Tracyleanne Jefford 6,8% továbbjutáshoz | Jack and Joel 9,7% továbbjutáshoz    | Alisah Bonaobra 8,3% továbbjutáshoz  | Sam Black 6,2% továbbjutáshoz             | Rai-Elle Williams 13,9% továbbjutáshoz | Matt Linnen 7,9% továbbjutáshoz | The Cutkelvins 9,6% továbbjutáshoz | Kevin Davy White 22,9% győzelemhez | Grace Davies 40,1% győzelemhez |                  |
| Kiesett                    | Kiesett              | Spencer Sutherland 6,1% továbbjutáshoz | Talia Dean 7,4% továbbjutáshoz   | Leon Mallett 6,5% továbbjutáshoz     | Tracyleanne Jefford 6,8% továbbjutáshoz | Jack and Joel 9,7% továbbjutáshoz    | Alisah Bonaobra 8,3% továbbjutáshoz  | Sean and Conor Price 15,4% továbbjutáshoz | Holly Tandy 16,1% továbbjutáshoz       | Matt Linnen 7,9% továbbjutáshoz | Lloyd Macey 18,2% továbbjutáshoz   | Kevin Davy White 22,9% győzelemhez | Grace Davies 40,1% győzelemhez |                  |

### Az élő műsorok részletei

#### 1. hét (október 28/29.)
- Téma: "Express Yourself"[35]
- Nyeremény: utazás New Yorkba, ott részvétel Pink koncertjén a Madison Square Gardenben, majd találkozás az előadóval
- Sztárvendégek: 
  - Szombat: Liam Payne ("Bedroom Floor")
  - Vasárnap: Stormzy & Labrinth (“Blinded by Your Grace, Pt. 2”)

Az eredeti terv szerint a héten a szombati napon a Csapatok és a 28 év felettiek, míg vasárnap a Lányok és a Fiúk léptek volna fel, azonban Simon Cowell pénteki rosszulléte miatt a szombati adáson nem tudott részt venni, ezért szombaton a Lányok és a Fiúk, vasárnap pedig a Csapatok és a 28 év felettiek léptek színpadra. Az előzetes tervekkel ellentétben Cowell nem tudott megjelenni a vasárnapi adáson sem, helyét az évadban már kétszer vendégeskedő Alesha Dixon vette át.
| október 28. (szombat)      | október 28. (szombat) | október 28. (szombat)                       | október 28. (szombat) |
| Versenyző                  | Sorrend               | Dal                                         | Eredmény              |
| -------------------------- | --------------------- | ------------------------------------------- | --------------------- |
| Rai-Elle Williams          | 1.                    | "Doo Wop (That Thing)" / "Lost Ones" / "No" | Továbbjutott          |
| Spencer Sutherland         | 2.                    | "Who You Are"                               | Kiesett               |
| Holly Tandy                | 3.                    | "Hollow"                                    | Továbbjutott          |
| Leon Mallett               | 4.                    | "Stay"                                      | Továbbjutott          |
| Alisah Bonaobra            | 5.                    | "This Is My Now”                            | Továbbjutott          |
| Sam Black                  | 6.                    | "Faith"                                     | Továbbjutott          |
| Grace Davies               | 7.                    | "Too Young" (saját dal)                     | Legtöbb szavazat      |
| Lloyd Macey                | 8.                    | "City of Stars"                             | Továbbjutott          |
| október 29. (vasárnap)     |                       |                                             |                       |
| Versenyző                  | Sorrend               | Dal                                         | Eredmény              |
| The CutKelvins             | 1.                    | "What About Us"                             | Továbbjutott          |
| Kevin Davy White           | 2.                    | "Stay"                                      | Továbbjutott          |
| Talia Dean                 | 3.                    | “What Makes You Beautiful”                  | Kiesett               |
| Jack and Joel              | 4.                    | “New Rules”                                 | Továbbjutott          |
| Matt Linnen                | 5.                    | "Scars to Your Beautiful"                   | Továbbjutott          |
| Sean and Conor Price       | 6.                    | "Strong"                                    | Továbbjutott          |
| Tracyleanne Jefford        | 7.                    | "Written in the Water"                      | Továbbjutott          |
| Rak-Su                     | 8.                    | "Mamacita" (saját dal)                      | Legtöbb szavazat      |
| Párbaj a heti nyereményért |                       |                                             |                       |
| Grace Davies               | 1.                    | "Too Young" (saját dal)                     | Nyertes               |
| Rak-Su                     | 2.                    | "Mamacita" (saját dal)                      | Második               |

Az első héten  a hét legjobb versenyzője  Grace Davies lett, aki ezzel a heti nyereményt is megnyerte.

#### 2. hét (november 4/5.)
- Téma: “Viva Latino”[40]
- Nyeremény: saját dal készítése egy Grammy és Golden Globe-díjas producerrel
- Sztárvendégek: 
  - Szombat: Tokio Myers (“Bloodstream”)
  - Vasárnap: Rita Ora ("Anywhere")

A második héten a szombati napon a Csapatok és a Fiúk, míg a vasárnapi napon a 28 év felettiek és a Lányok léptek fel.
| november 4. (szombat)      | november 4. (szombat) | november 4. (szombat)        | november 4. (szombat) |
| Versenyző                  | Sorrend               | Dal                          | Eredmény              |
| -------------------------- | --------------------- | ---------------------------- | --------------------- |
| Jack and Joel              | 1.                    | "Havana"/"Hasta el Amanecer" | Továbbjutott          |
| Leon Mallett               | 2.                    | "Get Lucky"                  | Kiesett               |
| Sean and Conor Price       | 3.                    | "Cheap Thrills"              | Továbbjutott          |
| Lloyd Macey                | 4.                    | "Hero"                       | Továbbjutott          |
| The Cutkelvins             | 5.                    | "Reggaetón Lento (Bailemos)" | Továbbjutott          |
| Rak-Su                     | 6.                    | "Dimelo" (saját dal)         | Legtöbb szavazat      |
| Sam Black                  | 7.                    | "La Bamba"/"Twist and Shout" | Továbbjutott          |
| november 5. (vasárnap)     |                       |                              |                       |
| Grace Davies               | 1.                    | "Ciao Adios"                 | Továbbjutott          |
| Tracyleanne Jefford        | 2.                    | "Ain't Your Mama"            | Kiesett               |
| Rai-Elle Williams          | 3.                    | "Bailando"                   | Továbbjutott          |
| Holly Tandy                | 4.                    | "Despacito"                  | Továbbjutott          |
| Kevin Davy White           | 5.                    | "Smooth"                     | Legtöbb szavazat      |
| Alisah Bonaobra            | 6.                    | "Let's Get Loud"             | Továbbjutott          |
| Matt Linnen                | 7.                    | "Livin' la Vida Loca"        | Továbbjutott          |
| Párbaj a heti nyereményért |                       |                              |                       |
| Rak-Su                     | 1.                    | "Dimelo" (saját dal)         | Második               |
| Kevin Davy White           | 2.                    | "Smooth"                     | Nyertes               |

A második héten  a hét legjobb versenyzője Kevin Davy White lett, aki ezzel a heti nyereményt is megnyerte.

#### 3. hét (november 11/12.)
- Téma: George Michael dalai[43]
- Nyeremény: fellépés a Little Mix november 21-i Manchester Arénában tartandó koncertje előtt
- Sztárvendégek: 
  - Szombat: Harry Styles ("Kiwi")
  - Vasárnap: Paloma Faith ("Guilty")

Ezen héten szombaton a Csapatok, valamint a 28 év felettiek, míg a vasárnapi adásban a Fiúk és a Lányok léptek a színpadra.
| november 11. (szombat)     | november 11. (szombat) | november 11. (szombat)             | november 11. (szombat) |
| Versenyző                  | Sorrend                | Dal                                | Eredmény               |
| -------------------------- | ---------------------- | ---------------------------------- | ---------------------- |
| Rak-Su                     | 1.                     | "Faith"                            | Továbbjutott           |
| Matt Linnen                | 2.                     | "Careless Whisper"                 | Továbbjutott           |
| Jack and Joel              | 3.                     | "The Edge of Heaven"               | Kiesett                |
| The Cutkelvins             | 4.                     | "Killer/ Papa Was a Rollin' Stone" | Továbbjutott           |
| Sean and Conor Price       | 5.                     | "Freedom! '90"                     | Továbbjutott           |
| Kevin Davy White           | 6.                     | "Fastlove, Pt. 1"                  | Legtöbb szavazat       |
| november 12. (vasárnap)    |                        |                                    |                        |
| Alisah Bonaobra            | 1.                     | "Praying for Time"                 | Kiesett                |
| Sam Black                  | 2.                     | "I'm Your Man"                     | Továbbjutott           |
| Grace Davies               | 3.                     | "I Can’t Make You Love Me"         | Továbbjutott           |
| Rai-Elle Williams          | 4.                     | "They Won't Go When I Go"          | Továbbjutott           |
| Lloyd Macey                | 5.                     | "A Different Corner"               | Legtöbb szavazat       |
| Holly Tandy                | 6.                     | "One More Try"                     | Továbbjutott           |
| Párbaj a heti nyereményért |                        |                                    |                        |
| Kevin Davy White           | 1.                     | "Fastlove, Pt. 1"                  | Második                |
| Lloyd Macey                | 2.                     | "A Different Corner"               | Nyertes                |

A harmadik héten  a hét legjobb versenyzője Lloyd Macey lett, aki ezzel a heti nyereményt is megnyerte.

#### 4. hét (november 18/19.)
- Téma: "Crazy in Love"[45]
- Nyeremény: saját dal készítése Ali Tamposi-val
- Sztárvendégek: 
  - Szombat: Matt Terry  (“That Thing About Love”)
  - Vasárnap: Fergie ("Save It Til Morning")

A héten mindkét napon két versenyző számára ért véget a verseny. A szombati napon a Csapatok és a Fiúk, míg a vasárnapi napon a Lányok és a  28 év felettiek léptek fel.
| november 18. (szombat)     | november 18. (szombat) | november 18. (szombat)             | november 18. (szombat) |
| Versenyző                  | Sorrend                | Dal                                | Eredmény               |
| -------------------------- | ---------------------- | ---------------------------------- | ---------------------- |
| Sam Black                  | 1.                     | "Oops"                             | Kiesett                |
| Sean and Conor Price       | 2.                     | "Issues"                           | Kiesett                |
| The Cutkelvins             | 3.                     | "Saved Me From Myself" (saját dal) | Továbbjutott           |
| Lloyd Macey                | 4.                     | "From This Moment On"              | Továbbjutott           |
| Rak-Su                     | 5.                     | "Mona Lisa" (saját dal)            | Legtöbb szavazat       |
| november 19. (vasárnap)    |                        |                                    |                        |
| Rai-Elle Williams          | 1.                     | "Mr. Big Stuff"                    | Kiesett                |
| Kevin Davy White           | 2.                     | "I Will Always Love You"           | Továbbjutott           |
| Matt Linnen                | 3.                     | "Fallin'"                          | Továbbjutott           |
| Holly Tandy                | 4.                     | "Love Me Harder"                   | Kiesett                |
| Grace Davies               | 5.                     | "Hesitate" (saját dal)             | Legtöbb szavazat       |
| Párbaj a heti nyereményért |                        |                                    |                        |
| Rak-Su                     | 1.                     | "Mona Lisa" (saját dal)            | Nyertes                |
| Grace Davies               | 2.                     | "Hesitate" (saját dal)             | Második                |

A negyedik héten  a hét legjobb versenyzője a Rak-Su nevű formáció lett, aki ezzel a heti nyereményt is megnyerte.

#### 5. hét (november 25/26.)
- Téma: "Cool Britannia" és "Songs To Get You To The Final"[48]
- Sztárvendégek: 
  - Szombat: James Arthur ("Naked")
  - Vasárnap: Ed Sheeran ("Perfect")

Ezen a héten már mindkét napon fellép mind a négy kategória összes versenyben lévő előadója, ezért nem volt heti nyeremény és párbaj sem. A szombati napon egy előadó, míg a vasárnapi napon két előadó számára ért véget a verseny a Finálé előtt.
| november 25. (szombat)  | november 25. (szombat) | november 25. (szombat)            | november 25. (szombat) |
| Versenyző               | Sorrend                | Dal                               | Eredmény               |
| ----------------------- | ---------------------- | --------------------------------- | ---------------------- |
| The Cutkelvins          | 1.                     | "Nothing Like You" (saját dal)    | Továbbjutott           |
| Matt Linnen             | 2.                     | "Gimme Shelter"                   | Kiesett                |
| Grace Davies            | 3.                     | "Life on Mars?"                   | Továbbjutott           |
| Rak-Su                  | 4.                     | "Flowers"                         | Továbbjutott           |
| Lloyd Macey             | 5.                     | "Don't Let the Sun Go Down on Me" | Továbbjutott           |
| Kevin Davy White        | 6.                     | "Come Together"                   | Továbbjutott           |
| november 26. (vasárnap) |                        |                                   |                        |
| Lloyd Macey             | 1.                     | "Fix You"                         | Kiesett                |
| Rak-Su                  | 2.                     | "I'm Feeling You" (saját dal)     | Továbbjutott           |
| The Cutkelvins          | 3.                     | "Show Me Love"                    | Kiesett                |
| Kevin Davy White        | 4.                     | "Voodoo Child (Slight Return)"    | Továbbjutott           |
| Grace Davies            | 5.                     | "Wolves" (saját dal)              | Továbbjutott           |

#### 6. hét: Finálé (december 2/3.)
A show fináléja idén az ExCel Londonban került megrendezésre.
december 2. (szombat)
- Téma: "szabad dalválasztás" és "sztárduett/győztes dal"
- Közös produkció: Pete Tong & Heritage Orchestra ft. Becky Hill ("Sing It Back"/"You’ve Got the Love") a három döntőssel
- Sztárvendégek: a PrettyMuch ("No More") és Louis Tomlinson ("Miss You")

| Versenyző        | Sorrend | Első dal               | Sorrend | Sztárduett (partner)                              | Eredmény     |
| ---------------- | ------- | ---------------------- | ------- | ------------------------------------------------- | ------------ |
| Kevin Davy White | 1       | "Whole Lotta Love"     | 4.      | "Fastlove, Pt. 1" (Tokio Myers)                   | Kiesett      |
| Grace Davies     | 2.      | "Live and Let Die"     | 5.      | "Roots" (saját dal) (Paloma Faith)                | Továbbjutott |
| Rak-Su           | 3.      | "Mamacita" (saját dal) | 6.      | "Dimelo" (saját dal) (Naughty Boy és Wyclef Jean) | Továbbjutott |

A szombati este a legkevesebb nézői voksot Kevin Davy White kapta, ezért ők távoztak a versenyből.
december 3. (vasárnap)
- Téma: "dal a győzelemért" és "az évad dala"
- Sztárvendégek: a Little Mix & a CNCO ("Power"/"Reggaetón Lento (Remix)"), Pink ("What About Us"/ "Beautiful Trauma") és Sam Smith ("One Last Song")

| Versenyző    | Sorrend | Első dal                        | Sorrend | Második dal             | Eredmény          |
| ------------ | ------- | ------------------------------- | ------- | ----------------------- | ----------------- |
| Grace Davies | 1.      | "Nothing But Words" (saját dal) | 3.      | "Too Young" (saját dal) | Második helyezett |
| Rak-Su       | 2.      | "Touché" (saját dal)            | 4.      | "Mona Lisa" (saját dal) | Nyertes           |

A néző szavazatok alapján az évad nyertese a Rak-Su nevű formáció lett.

## A győztes dala
2017. december 2-án bejelentették, hogy az idei évben is a győztes dalból befolyt bevételek egészét két jótékonysági szervezetnek ajánlják majd fel. Ezek a Together for Short Lives és Shooting Star CHASE voltak a tavalyi évhez hasonlóan. Ez volt a hetedik év, hogy a műsor a győztes dal bevételeit jótékony célra ajánlja fel. Az idei évben a tervezett győztes dal mindhárom finalista esetében a sztárduettjük volt. Az évad nyertese a Rak-Su lett, ezért a győztes dal a csapat által írt Dimelo című dal lett, melyet Naughty Boy és Wyclef Jean közreműködésével adnak elő.

## Nézettség
| Epizód              | Vetítés időpontja    | Nézők száma | Adásidő  |
| ------------------- | -------------------- | ----------- | -------- |
| Válogatás 1.        | 2017. szeptember 2.  | 7.92 millió | 90 perc  |
| Válogatás 2.        | 2017. szeptember 3.  | 8.04 millió | 60 perc  |
| Válogatás 3.        | 2017. szeptember 9.  | 7.23 millió | 75 perc  |
| Válogatás 4.        | 2017. szeptember 10. | 7.57 millió | 60 perc  |
| Válogatás 5.        | 2017. szeptember 16. | 7.87 millió | 75 perc  |
| Válogatás 6.        | 2017. szeptember 17. | 7.50 millió | 60 perc  |
| Válogatás 7.        | 2017. szeptember 23. | 6.48 millió | 75 perc  |
| Válogatás 8.        | 2017. szeptember 24. | 7.39 millió | 60 perc  |
| Tábor 1.            | 2017. szeptember 30. | 6.83 millió | 120 perc |
| Tábor 2.            | 2017. október 1.     | 6.34 millió | 90 perc  |
| Tábor 3.            | 2017. október 7.     | 6.18 millió | 90 perc  |
| Hat-szék kihívás 1. | 2017. október 8.     | 7.36 millió | 90 perc  |
| Hat-szék kihívás 2. | 2017. október 14.    | 7.05 millió | 120 perc |
| Hat-szék kihívás 3. | 2017. október 15.    | 6.66 millió | 120 perc |
| Mentorok háza 1.    | 2017. október 21.    | 7.25 millió | 120 perc |
| Mentorok háza 2.    | 2017. október 22.    | 6.26 millió | 120 perc |
| Élő show 1.         | 2017. október 28.    | 6.63 millió | 120 perc |
| Élő show 2.         | 2017. október 29.    | 5.58 millió | 120 perc |
| Élő show 3.         | 2017. november 4.    | 6.08 millió | 105 perc |
| Élő show 4.         | 2017. november 5.    | 5.03 millió | 115 perc |
| Élő show 5.         | 2017. november 11.   | 5.71 millió | 90 perc  |
| Élő show 6.         | 2017. november 12.   | 5.38 millió | 100 perc |
| Élő show 7.         | 2017. november 18.   | 5.47 millió | 90 perc  |
| Élő show 8.         | 2017. november 19.   | 5.34 millió | 90 perc  |
| Élő show 9.         | 2017. november 25.   | 5.18 millió | 100 perc |
| Élő show 10.        | 2017. november 26.   | 5.31 millió | 90 perc  |
| Finálé I.           | 2017. december 2.    | 5.28 millió | 125 perc |
| Finálé II.          | 2017. december 3.    | 5.83 millió | 105 perc |